# サルデーニャ・アレーナ
サルデーニャ・アレーナ（Sardegna Arena）は、イタリア、サルデーニャ自治州、カリャリ県のカリャリにあるサッカー専用競技場。カリアリ・カルチョがホームスタジアムとして使用している。収容人数は16,416人 。

## 概要
カリアリ・カルチョのホームスタジアムであるスタディオ・サンテーリアの取り壊しと新スタジアム建築に伴い、2017年に建設された仮設のスタジアムである。2017-18シーズンからカリアリ・カルチョの試合が開催されている。新スタジアムが完成する2021年まで、カリアリのホームスタジアムとして使用される予定となっている。
2021年7月24日、スタジアムの命名権を国内の保険会社ウニポル社へ売却し、ウニポル・ドムス（Unipol Domus）と命名された。